# Fe del Mundo
Fe del Mundo (Manilla, 27 november 1911 - Quezon City, 6 augustus 2011) was een Filipijns kinderarts en wetenschapper. Del Mundo was de eerste vrouw die werd toegelaten tot Harvard Medical School. Ze was een pionier in de Filipijnse pediatrie en oprichter van het eerste Filipijnse kinderziekenhuis. Ze kreeg voor haar werk vele onderscheidingen. Zo kreeg ze in 1977 de Ramon Magsaysay Award, de Aziatische Nobelprijs, en werd ze in 1980 uitgeroepen tot nationaal wetenschapper van de Filipijnen. In 2010 werd ze benoemd tot Bayani in de order van Lakandula, een van de hoogste onderscheidingen in de Filipijnen.

## Vroege leven
Del Mundo was een van de acht kinderen van Bernardo del Mundo en Paz Villanueva. Haar ouderlijk huis lag aan de overkant van de Kathedraal van Manilla.

## Bron
(en) Leila B. Salaverria, Beautiful life as doctor to generations of kids; 99, The Philippine Inquirer (7 augustus 2011)
- Gemeinsame Normdatei: 1036534146
- International Standard Name Identifier: 0000 0003 8504 3546
- Library of Congress Control Number: n85138660
- Nationale Bibliotheek van Israël: 987007384397905171
- Réseau des bibliothèques de Suisse occidentale: 02-A003164863
- SNAC: w6042gth
- Virtual International Authority File: 279489421
- WorldCat: E39PBJk8WmG43MV3xQ6xyYHXBP